# Poliothyrsis sinensis
Poliothyrsis sinensis là một loài thực vật có hoa trong họ Liễu. Loài này được Oliv. miêu tả khoa học đầu tiên năm 1889.

## Hình ảnh

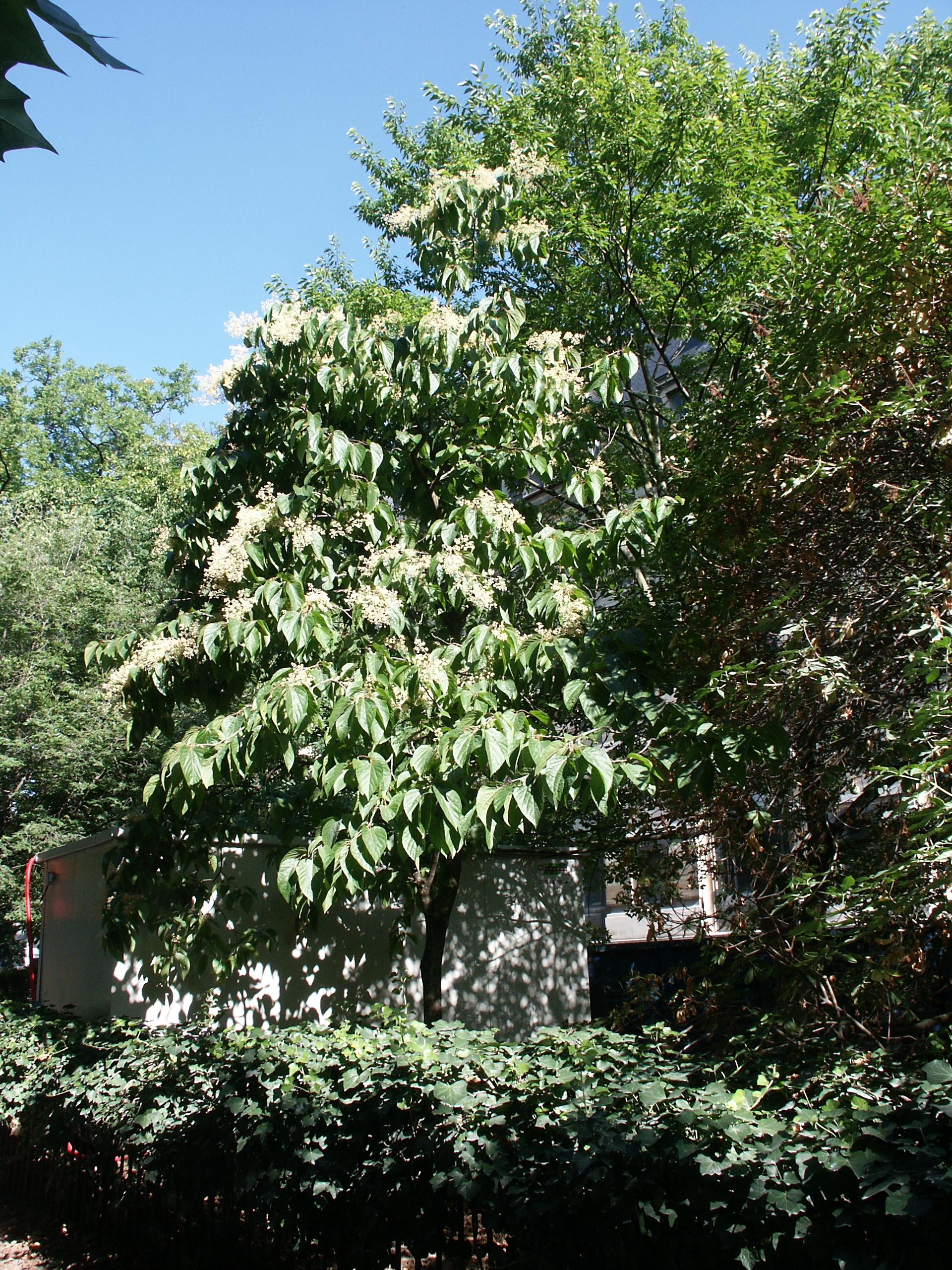
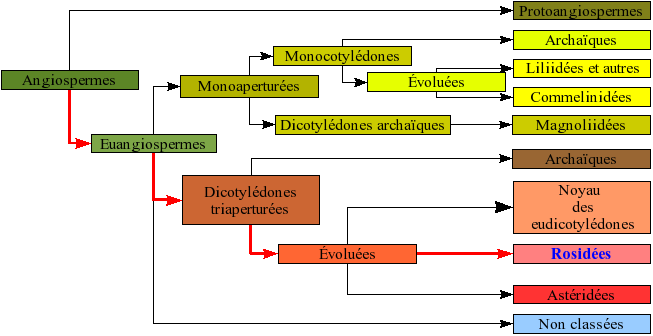
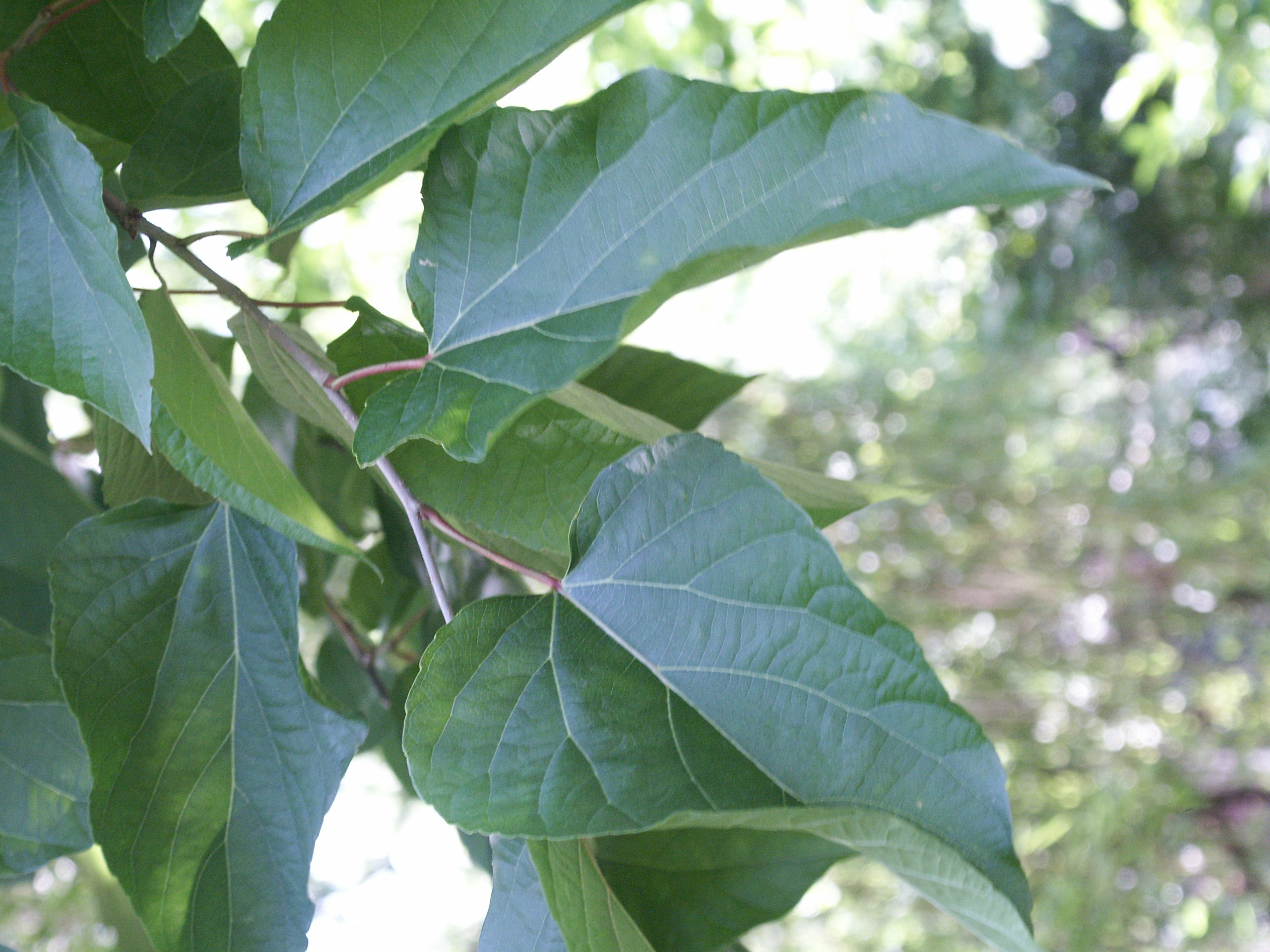
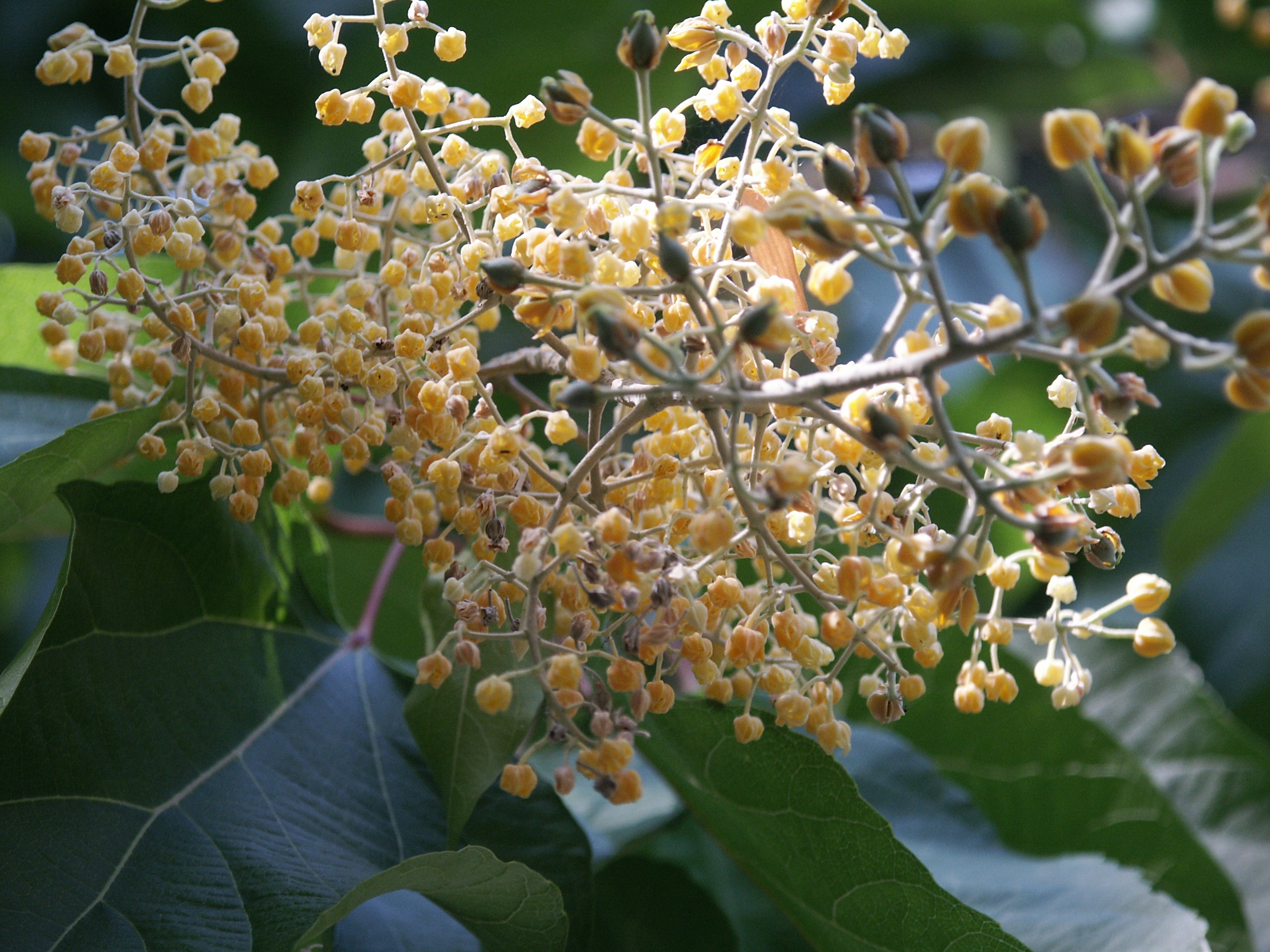